# Stíldob
A stíldob (steelpan, steel drum, kettle drum, pan) Trinidad és Tobagón az 1940-es években létrehozott ütős hangszer, amit egy szétfűrészelt olajos hordó aljából készítenek kalapáccsal és pontozóval.
A fémlemezből csíkokat hoznak létre, majd megedzik a lemezt. A homorúvá vált felület minden része más és más fémhangot ad ki.
A hangszert hatféle méretben készítik. A legkisebb, a ping pong 13 cm-es kerületű, és a legnagyobb hangterjedelmű, 25 féle hangot szólaltat meg. A következő a second pan, majd a chello pan. A chello pan játékos egyszerre három stíldobon játszik és összesen mintegy két oktávot fog át. Ezután jön a guitar pan (22 centiméteres), majd a rhytmic pan. A basszus méretűnél a teljes hordót meghagyják és habszivacsra állítva használják, hogy ne fojtsák le a hangzást.
A steelpan néhány év alatt az egész karibi szigetvilágban elterjedt.

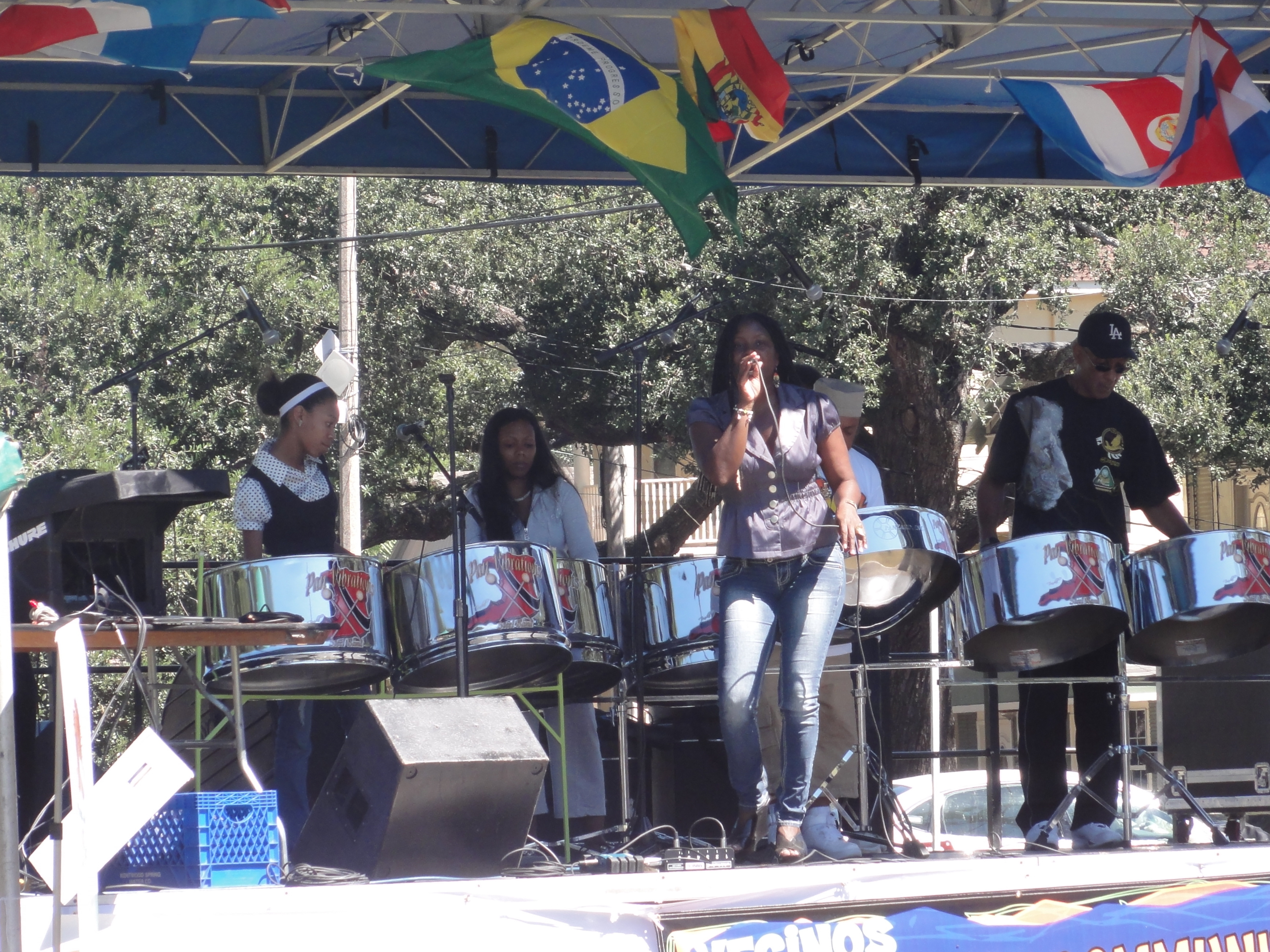
Stíldob zenekar New Orleansban